# Drammen
Drammen est une commune et ville norvégienne située dans le comté de Buskerud, dont elle est le centre administratif. Elle comptait 69 430 habitants au 1er janvier 2019. Elle a fusionné au 1er janvier 2020 avec les communes de Nedre Eiker et Svelvik.

## Histoire
Des gravures sur rocher, découvertes à Åskollen et Skogerveien, et vieilles de plus de 6000 ans, constituent les premiers signes d’une activité humaine dans la région. La plus grande gravure, à Åskollen, représente un cerf.

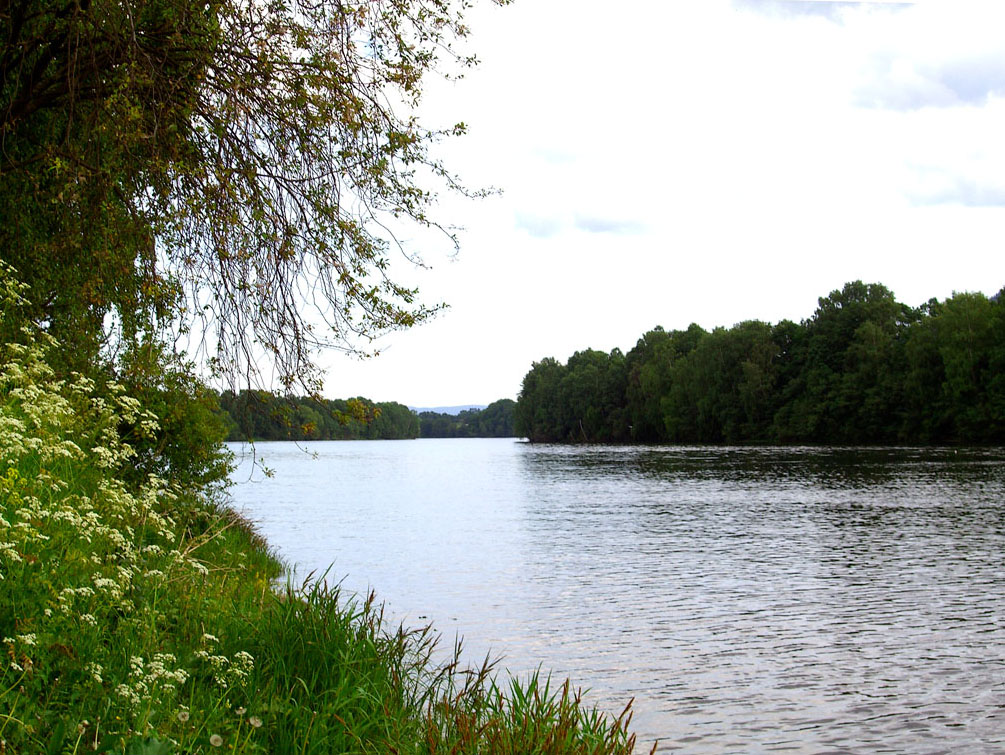
Le Drammenselva

Drammen ne fut fondée qu’en 1811, mais a hérité de la longue tradition de commerce et d’échange qui est propre au Buskerud. La ville doit son développement à l’industrie du bois et à son fleuve, le Drammenselva (« fleuve de Drammen »), long de 45 kilomètres et allant se jeter dans le Drammenfjord. Les troncs d’arbres, après leur abattage, étaient jetés à l’eau et guidés par le courant tout au long de ce cours d’eau, jusqu’aux scieries et aux usines à papier de Drammen. Les biens manufacturés ainsi obtenus étaient ensuite exportés dans le monde entier, assurant la prospérité économique de la cité.

## Monuments et lieux touristiques

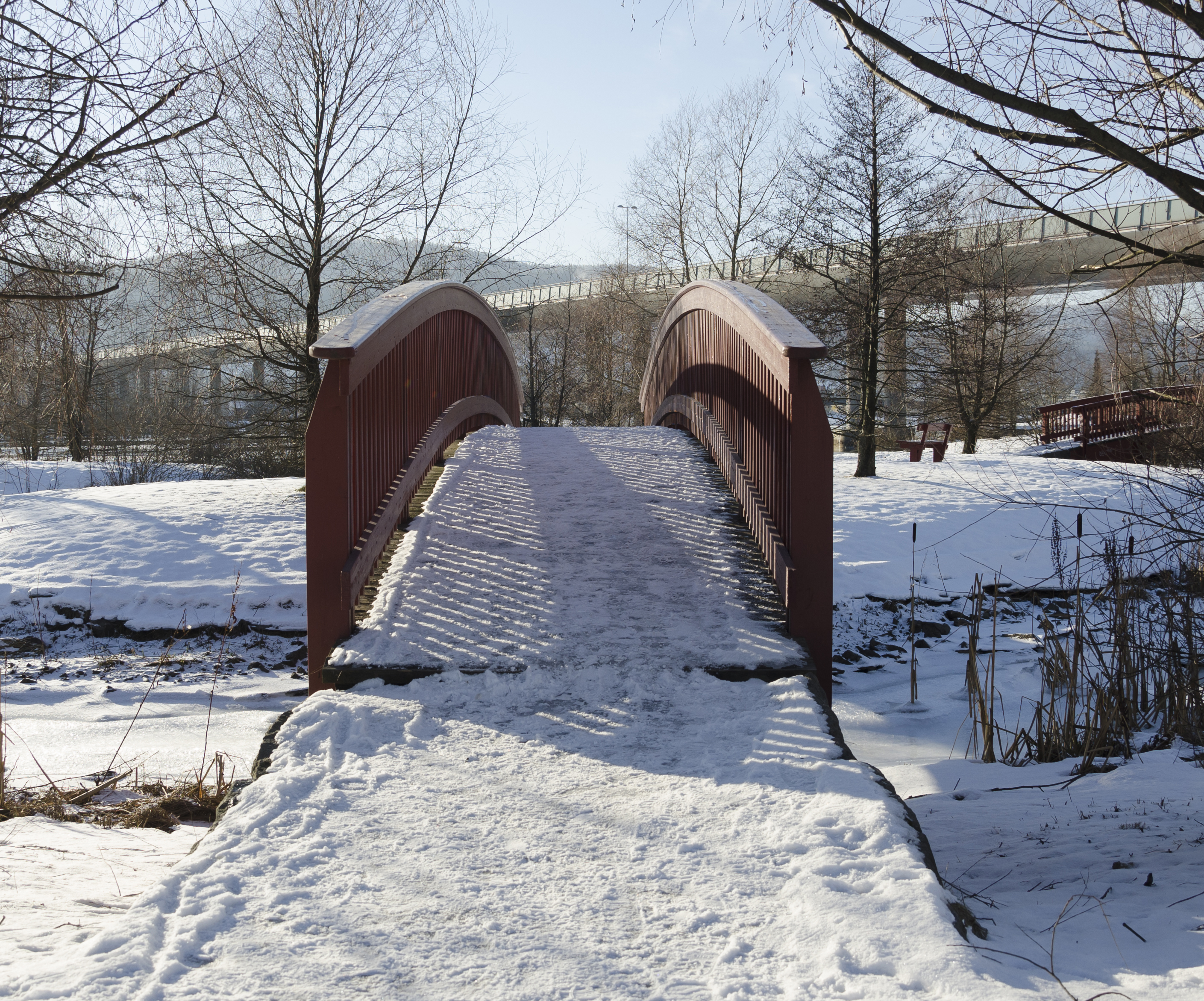
Dans le Fjord park à Drammen.

### Le marché de Bragernes
Le marché de Bragernes, ainsi dénommé en raison de sa proximité avec la colline Bragernesåsen, est le plus vaste marché de toute la Norvège et sert en quelque sorte de vitrine au tourisme local. Sa planification fut rendue possible après un grand incendie survenu en 1866, qui détruisit près de 400 bâtiments et libéra un espace considérable. Le commerce, notamment en été, s’y concentre sur les biens de première nécessité tels que les fruits, les légumes ou les fleurs.

### Le tunnel du Spiralen
Le Spiralen, à l’origine, était une carrière à ciel ouvert, dont l’exploitation avait débuté à la fin du XIXe siècle. On doit à un ingénieur local l’idée de transformer cette carrière en tunnel à travers la colline Bragernesåsen.  Les travaux débutèrent en 1953, et le tunnel ouvrit officiellement ses portes en 1961. Sa particularité tient à ce qu’il traverse une épaisse couche de roches volcaniques, notamment du basalte. Le tunnel a une longueur de 1 650 mètres, une largeur de 9 mètres et une hauteur suffisante pour permettre le passage des plus gros véhicules routiers. Il est soumis à un péage.

### L’église de Bragernes
L’église de Bragernes se dresse non loin du marché du même nom. D’un style néogothique affirmé, elle fut officiellement consacrée le 12 juillet 1871. La peinture de l’autel, réalisée par Adolph Tidemand et représentant la scène de la Résurrection, a été copiée dans plus de 70 autres églises du pays, ce qui a assuré sa célébrité. Le carillon est un don de l’association des anciens citoyens de Drammen, et date du 150e anniversaire de la ville en 1961.

### L’hôtel de ville
L’hôtel de ville fut construit en 1871 et servit tout d’abord de tribunal et de station de police. Le bâtiment fut profondément rénové, ce qui lui valut le prix Europa Nostra en 1986.

### Festivals
Le Festival du Drammenselva se tient tous les ans. Parmi la centaine de manifestations proposées, figurent des concerts, des fêtes foraines, des excursions en bateaux à forme de dragons et une course de baignoires sur le fleuve.

## Personnalités
- Marcus Thrane (1817-1890), fondateur en 1848 du premier syndicat norvégien, est originaire de Drammen.
- Johan Halvorsen (1864-1935), compositeur et chef d’orchestre, est né à Drammen en 1864.
- Charles Mathiesen (1911-1994), champion olympique de patinage de vitesse sur 1 500 mètres en 1936, est né à Drammen le 12 février 1911.
- Omer Bhatti, rappeur et danseur connu sous son nom de scène O-Bee (Kidslife), né à Drammen en 1985.
- Sten Einar Stensen, champion du monde de patinage de vitesse sur 10 000 mètres en 1976, est né à Drammen le 18 décembre 1947.
- Johann Olav Koss a établi entre 1990 et 1994 dix records du monde de patinage de vitesse sur des distances de 1 500, 3 000, 5 000 et 10 000 mètres.
- Kim Christiansen, vainqueur du championnat du monde de snowboard de Madonna di Campiglio en Italie le 28 janvier 2001, est né à Drammen le 8 mai 1976.
- Le groupe de musique pop Donkeyboy.
- Ole Einar Bjoerndalen, multiple champion olympique, champion du monde, et vainqueur de la Coupe du monde de biathlon.
- Martin Ødegaard, footballeur capitaine de la sélection norvégienne et de son club d' Arsenal, est né à Drammen en 1998.
- Barbra Ring (1870-1955), romancière et critique littéraire, est née à Drammen.
- Ida Lien, biathlète, championne du monde du relais féminins 4x7.5km en 2021, est née le 5 avril 1997 à Drammen.

## Jumelages
| Ville | Ville         | Pays | Pays     | Période     |
| ----- | ------------- | ---- | -------- | ----------- |
|       | Kolding       |      | Danemark | depuis 1946 |
|       | Kolding       |      | Danemark | depuis 1946 |
|       | Lappeenranta  |      | Finlande |             |
|       | Pärnu         |      | Estonie  | depuis 1994 |
|       | Stykkishólmur |      | Islande  |             |
|       | Örebro        |      | Suède    |             |